# (33356) 1999 AM3
1999 AM3 (asteroide 33356) é um asteroide da cintura principal. Possui uma excentricidade de 0.03722750 e uma inclinação de 22.33717º.
Este asteroide foi descoberto no dia 9 de janeiro de 1999 por Tetsuo Kagawa em Gekko.